# Trichaphodius rangoonensis
Trichaphodius rangoonensis är en skalbaggsart som beskrevs av Rudolph Petrovitz 1970. Trichaphodius rangoonensis ingår i släktet Trichaphodius och familjen Aphodiidae. Inga underarter finns listade i Catalogue of Life.